# Orthemis cultriformis
Orthemis cultriformis is een libellensoort uit de familie van de korenbouten (Libellulidae), onderorde echte libellen (Anisoptera).
De wetenschappelijke naam Orthemis cultriformis is voor het eerst geldig gepubliceerd in 1899 door Calvert.